# Zelotes aerosus
Zelotes aerosus är en spindelart som beskrevs av Dmitry Evstratievich Kharitonov 1946. Zelotes aerosus ingår i släktet Zelotes och familjen plattbuksspindlar. Inga underarter finns listade i Catalogue of Life.